# کازوکو یاناگا
کازوکو یاناگا (انگلیسی: Kazuko Yanaga; ۱۴ آوریل ۱۹۴۷ – ۱ نوامبر ۲۰۱۴) بازیگر، و صداپیشه اهل ژاپن بود. وی بین سال‌های ۱۹۶۵ تا ۲۰۱۴ میلادی فعالیت می‌کرد.